# M108 (САУ)
M108 (англ. 105mm Self-Propelled Howitzer M108) — американская самоходная артиллерийская установка (САУ) калибра 105 мм, класса самоходных гаубиц. Создана в 1953—1960 годах параллельно со 155-мм САУ M109, предназначалась для замены в войсках самоходной гаубицы M52. До принятия на вооружение имела наименование T195. Серийный выпуск начался в 1962 году, однако к 1963 году был свёрнут в пользу более мощной M109, всего было выпущено лишь 355 M108. Использовалась войсками США во Вьетнамской войне, но вскоре после неё была снята с вооружения. Поставлялась также Бельгии, Бразилии, Испании, Тайваню и Турции и в большинстве этих стран всё ещё состоит на вооружении, по состоянию на 2007 год.

## Конструкция

### Броневой корпус
Корпус машины разделён на три отделения: силовое (в передней части); отделение управления (в передней части слева) и боевое (в кормовой части корпуса). Для входа и выхода экипажа в кормовом листе корпуса предусмотрен двустворчатый люк.
Башня кругового вращения, полностью закрытая, с большим диаметром погона (2743 мм). Корпус и башня выполнены из алюминиевого сплава и защищают экипаж от пуль и осколков артиллерийских снарядов.

### Вооружение
Основным вооружением является 105-мм гаубица M103, размещённая в башне. Ствол гаубицы — моноблок с навинтным казёнником и эжекционным устройством. Затвор клиновой полуавтоматический. Ударный механизм затвора механический с дублирующим электроспуском. Противооткатные устройства состоят из гидравлического тормоза отката и пружинного накатника.
Механизмы наведения снабжены ручными приводами. Заряжание ручное, полуунитарными выстрелами. Для облегчения заряжания используются подъёмник и досылатель, имеющие гидравлические приводы.
Для наведения гаубицы в цель при стрельбе с закрытых позиций применяется панорамный прицел XM45 и квадрант T33E2, а при стрельбе с открытых позиций — прицел T176E3.

### Средства наблюдения
Для наблюдения используются три перископа XM45 (у механика-водителя) и перископ M27 (у командира машины). Для вождения машины ночью применяется прибор (перископ) ночного видения.

### Средства связи
M108 снабжена радиостанцией и внутренним переговорным устройством AN/VIC-1.

### Двигатель и трансмиссия
Силовая установка — восьмицилиндровый V-образный двухтактный дизельный двигатель GM8V71T водяного охлаждения с турбонаддувом.
Силовая передача — гидромеханическая трансмиссия Allison XT-300-2.

### Ходовая часть
Ходовая часть имеет по семь опорных катков с каждой стороны, изготовленных из алюминиевого сплава. Подвеска торсионная с гидравлическими амортизаторами, установленными на каждый опорный каток. Гусеницы резинометаллические со съёмными резиновыми башмаками. Ведущие колёса переднего расположения.
Для преодоления водных преград на плаву машина оборудована специальным плавсредством, состоящим из шести надувных прорезиненных поплавков и трёх волноотражательных щитов. Движение на плаву обеспечивается с помощью гусениц.

## Операторы

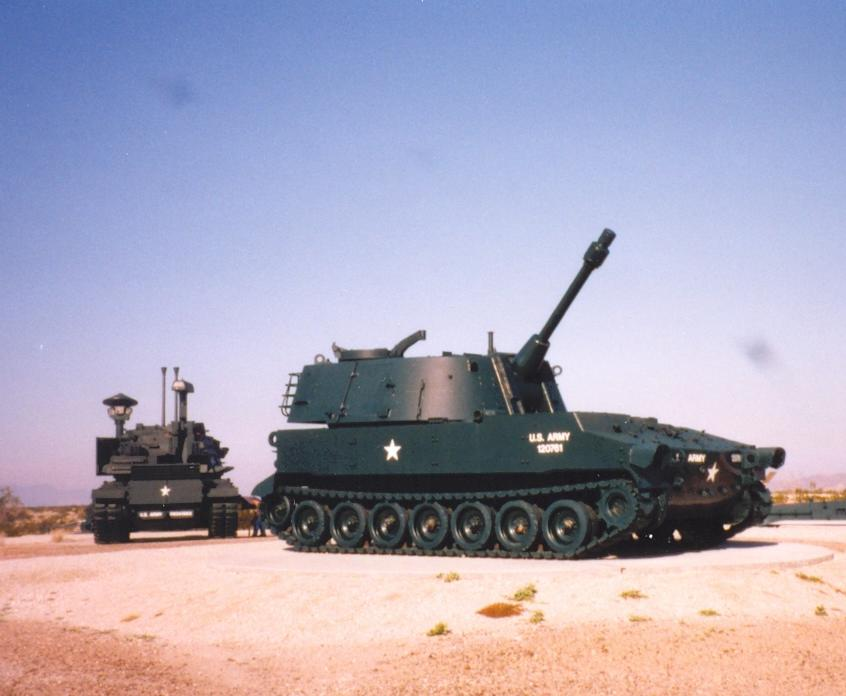
M108 на полигоне Юма (Yuma), штат Аризона
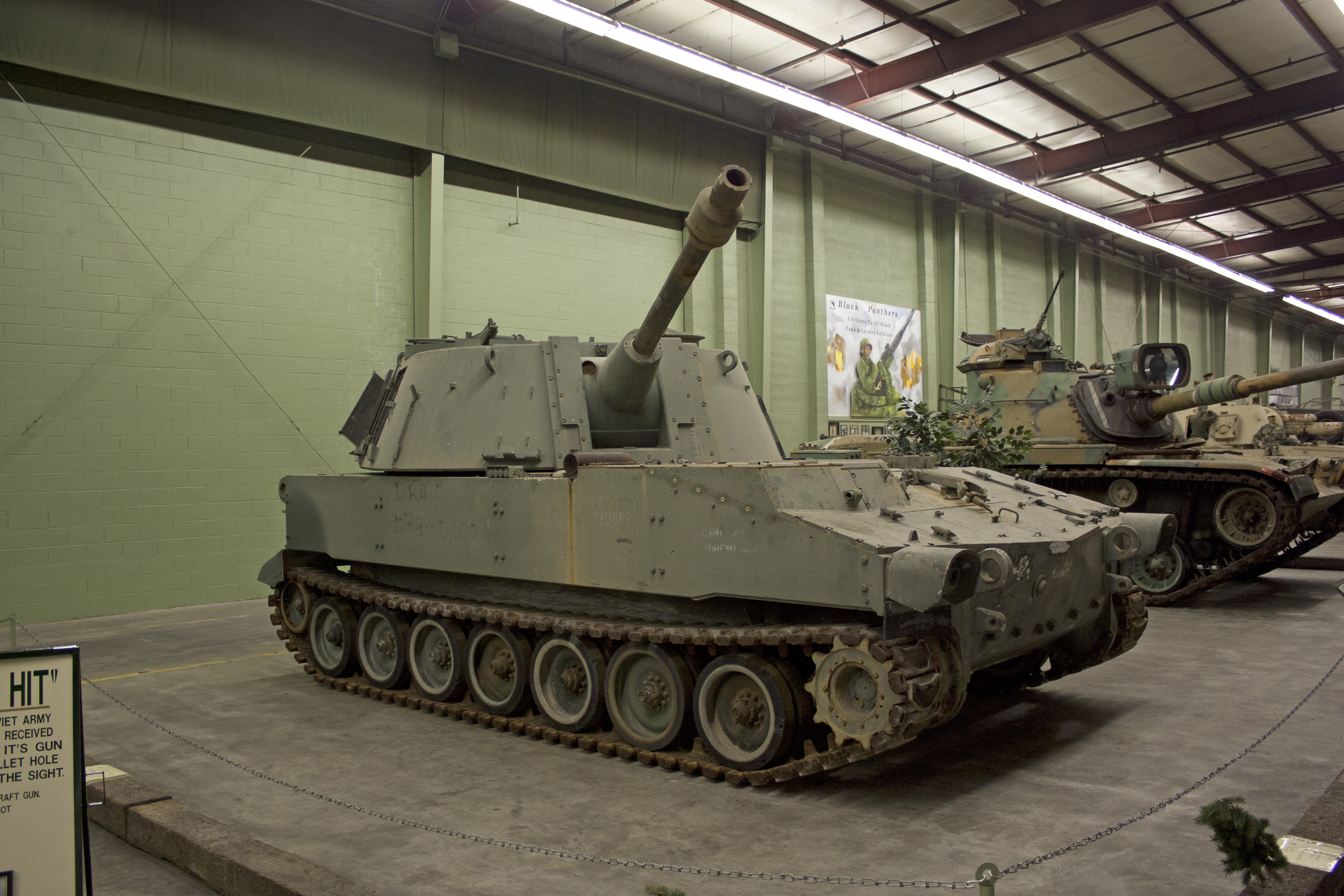
M108 в музее в штате Виргиния

- Китайская Республика — всего поставлено 117 M108[3], из них остаётся 100, по состоянию на 2020 год[4]
- Бразилия — всего поставлено 72 M108AP, остающихся на вооружении по состоянию на 2020 год[3][5]

### Бывшие операторы
- Бельгия — всего поставлено 18[3], сняты с вооружения[6]
- Испания — всего поставлено 48 M108[3], из них остаётся 34, по состоянию на 2007 год[7]
- США — сняты с вооружения
- Турция — всего поставлено 26, в 2006 году прошли модернизацию до уровня M108T, по состоянию на 2007 год оставались на вооружении[3][8]